# Домашна гъска
Домашна гъска е общото наименование на домашните форми на два вида гъски - сива гъска (Anser anser) и лебедоподобна гъска (Anser cygnoides). Те се отглеждат от хората от дълбока древност, като се използват месото, яйцата и пухът. Има свидетелства за отглеждането на гъски в Древен Египет от началото на 2 хилядолетие пр.н.е. Домашните гъски са значително по-едри от дивите и могат да снасят до 50 яйца годишно, в сравнение с 5-12 при дивите форми.